# Maurice Strong
Pour les articles homonymes, voir Strong.
Maurice Strong, né le 29 avril 1929 à Oak Lake, Manitoba, Canada et mort le 28 novembre 2015 à New Edinburgh (Ottawa), est un homme d'affaires et un homme politique canadien.

## Biographie
En 1966, Maurice Strong démissionne du poste de PDG de la Power Corporation du Canada pour prendre la tête de la future Agence canadienne de développement international. De la fin 1970 à la fin 1972, il est secrétaire général de la Conférence des Nations unies sur l'environnement. Cette même année 1972, il participe également à la fondation Rockefeller en tant qu'administrateur et membre du comité exécutif. De 1976 à 1978, il est CEO de Petro-Canada.
Il est l'un des membres fondateurs du Groupe d'experts intergouvernemental sur l'évolution du climat (GIEC) créé en novembre 1988 à la demande du G7 par deux organismes de l’ONU : l’Organisation météorologique mondiale (OMM) et le Programme des Nations unies pour l'environnement (PNUE).[réf. nécessaire]
Membre de l'Ordre du Canada, il est récipiendaire de la médaille Pearson pour la paix et de l'ordre du Manitoba. En 2004, il reçoit la Public Welfare Medal, « la plus haute distinction » remise par la National Academy of Sciences, pour notamment ses actions dans le but d'arrimer science, technologie et société.
Le 20 avril 2005, l'ONU annonce la démission de Maurice Strong, visé personnellement par l'enquête sur le scandale du programme « Pétrole contre nourriture » de l'ONU en Irak. Strong a en effet encaissé un chèque de 988 885 $ émis par une banque jordanienne et signé de la main de Tongsun Park (en), un homme d'affaires sud-coréen qui fut inculpé en 2006 par la Cour Fédérale de New York dans le détournement du programme en faveur de Saddam Hussein. Après avoir quitté ses fonctions, Strong s'exile en Chine où il possède un appartement.
Il meurt le 28 novembre 2015 à Ottawa.